# Dieudonné Bolengetenge Balea
Dieudonné Bolengetenge Balea est un homme politique du Congo-Kinshasa né le 30 juin 1960 à Tolaw. Il occupe le poste de ministre des Affaires foncières dans le gouvernement Matata II du 8 décembre 2014 jusqu’au 25 septembre 2015.
Dieudonné Bolengetenge Balea est député à l'Assemblée nationale depuis 2006 : il est élu député de la Tshopo (circonscription d'Isangi) lors des élections de 2006, de 2011 et 2018,.
En avril 2021, Dieudonné Bolengetenge Balea est nommé secrétaire général du parti Ensemble pour la République, dirigé par Moïse Katumbi,.